# ミメーシス
ミメーシス（英語: Mimesis [mɪˈmiːsɪs, mə-, maɪ-, -əs]、古代ギリシャ語: μίμησις、mīmēsis）とは西洋哲学の概念の一つ。直訳すれば「模倣」という意味であり、人・物の言葉・動作・形態の特徴を模倣することによってその対象を如実に表現しようとする行為。ミーメーシス、ミメシスとも。

## プラトン・アリストテレス
プラトン（『国家』第10巻）やアリストテレス（『詩学』）によって、この概念は創作芸術（詩作）の本質を表すものとして認知されるようになった。
プラトンが、詩人たちが行う「模倣」としての「詩作」を、「弁論術」や「ソフィストの術（詭弁術）」と同じように、対象についての知識・技術を持ち合わせないまま、大衆の感覚・感情・快楽に訴えて誘導することを目的としたものとして批判的に捉え、あるべき国家からは追放することが望ましいとすら主張した（詩人追放論）のに対し、アリストテレスは「模倣」は人間の本性に根ざした自然な行為だとして肯定的に捉えた。
なお、プラトンの場合、自然界の個物はデミウルゴスによってイデアの「模造」として作られたという主張を『ティマイオス』で行なっているが、この場合は詩人の場合と違って批判的な意味でこの語を用いてはいない。